# Brasserie De Block
 (mars 2021).
Si vous disposez d'ouvrages ou d'articles de référence ou si vous connaissez des sites web de qualité traitant du thème abordé ici, merci de compléter l'article en donnant les références utiles à sa vérifiabilité et en les liant à la section « Notes et références ».
La Brasserie De Block (en néerlandais : Brouwerij De Block) est une brasserie située à Peizegem dans la commune de Merchtem en province du Brabant flamand en Belgique. Elle produit, entre autres, la bière belge d'Abbaye reconnue Dendermonde Tripel, les trois bières Satan et la Kastaar.

## Histoire
L'entreprise actuelle est fondée en 1887 par Louis De Block qui était meunier et agriculteur. Ensuite le fils Alfons puis le beau-fils de ce dernier Paul Saerens perpétuent la tradition de cette brasserie familiale. La brasserie construite en brique se trouve au coin des rues Processiebaan et Nieuwbaan dans le village de Peizegem situé entre Merchtem, Opwijk, Buggenhout et Londerzeel.

## Principales bières
- Satan Red, une bière ambrée titrant 8 % en volume d'alcool.
- Satan Gold, une bière blonde titrant 8 % en volume d'alcool.
- Satan Black, une bière noire titrant 8 % en volume d'alcool.
- Dendermonde Tripel, une bière blonde triple titrant 8 % en volume d'alcool reprise comme bière belge d'Abbaye reconnue en collaboration et en référence avec l'abbaye de Termonde (en néerlandais : abdij van Dendermonde).
- Kastaar, une bière blonde titrant 5,5 % en volume d'alcool.